# Lugares colombinos

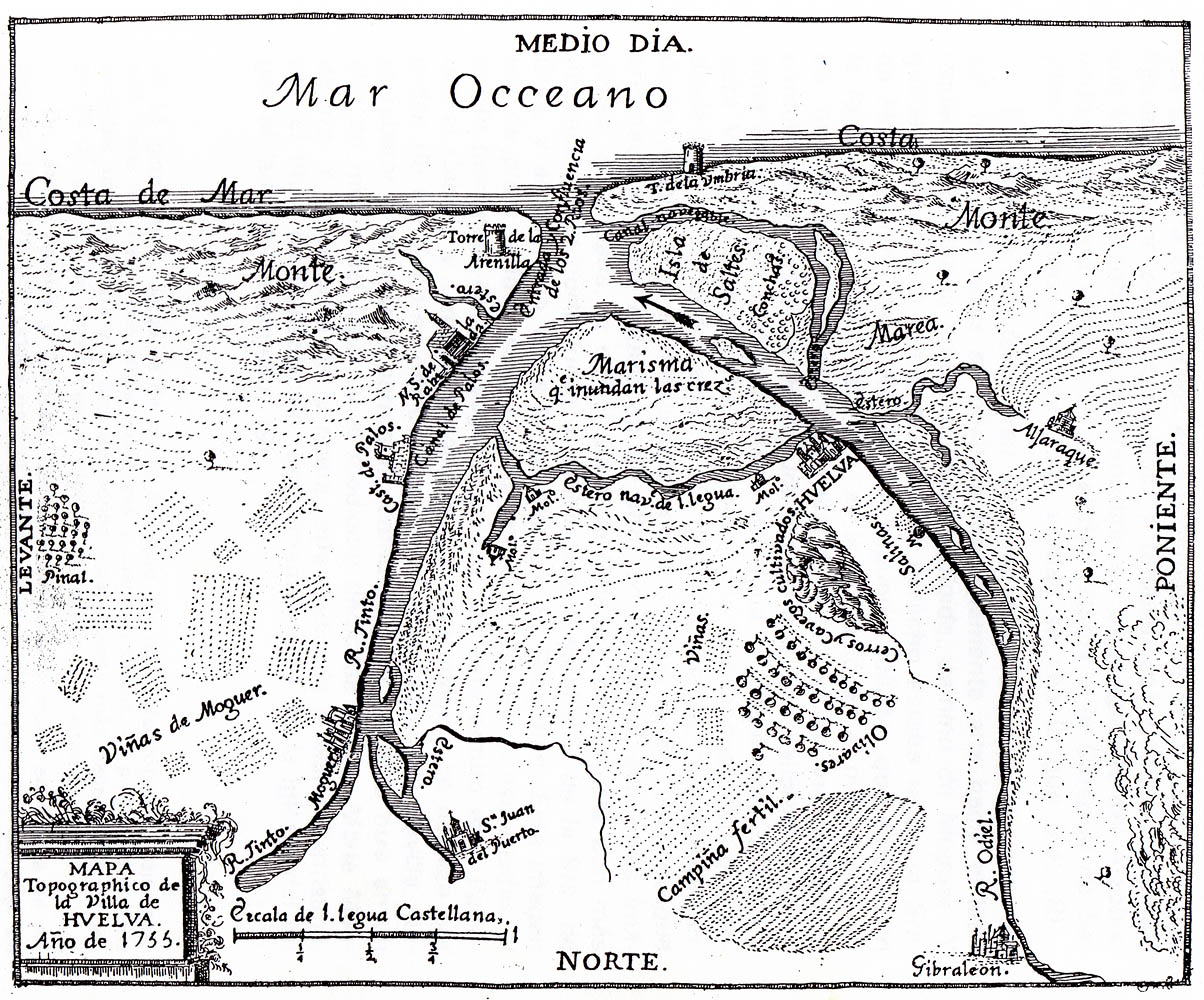
Mapa topogràfic de Huelva i els Lugares colombinos. Segle XVIII.

Lugares colombinos és la denominació que rep una ruta, declarada conjunt històric artístic, entorn d'aquells llocs espanyols que van tenir una especial rellevància en la preparació i la realització del primer viatge de Cristòfor Colom, que va donar com a resultat el descobriment d'Amèrica.
En concret, són dues localitats de la província de Huelva: Palos de la Frontera (dintre del seu terme municipal es troba també el Monestir de La Rábida) i Moguer.
Els Lugares colombinos (en català, literalment, «Llocs colombins») segueixen mantenint avui dia forts vincles amb el món iberoamericà i són el principal referent cultural de la província de Huelva.

## Palos de la Frontera

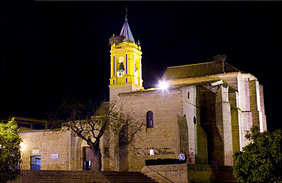
Església de San Jorge Mártir

### Palos
A Palos de la Frontera (bressol del descobriment d'Amèrica) s'hi troba l'església de San Jorge Mártir (segle xv), on es va llegir la reial provisió en l'instant del lliurament de dues caravel·les aprovisionades a Colom. Aquest edifici va ser declarat Monument Nacional a 1931.

Prop d'aquesta església es troba "la Fontanilla" (segle xiii), font pública en aquella època, al costat de la qual hi havia l'històric port de Palos del qual va partir l'expedició descobridora. Protegida per un templet quadrangular de maons construït el segle xiii i d'estil mudèjar, la tradició explica que d'aquesta petita font es van abastir les naus descobridores: Santa María, la Pinta y la Niña.

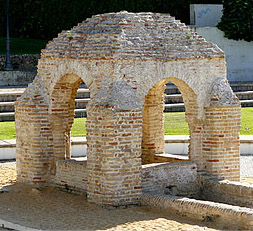
La Fontanilla.

D'aquesta localitat eren també els germans Pinzón (Martín Alonso Pinzón, Vicente Yáñez Pinzón i Francisco Martín Pinzón), codescobridors d'Amèrica. Martín Alonso, el major dels germans, va ser determinant per a l'empresa descobridora, ja que gràcies al seu prestigi com a armador i expert marí es va aconseguir animar a la marineria de tota la comarca, a més va contribuir notòriament en l'empresa aportant la tercera part de les despeses en metàl·lic i rebutjant les primeres naus embargades per Colom contractant-ne d'altres més adequades. Es pot visitar la casa museu d'aquests germans en aquesta localitat, de la qual es conserva la façana del segle xv, i part de l'enrajolat original del terra.
També es pot passejar per les vores del riu Tinto en l'entorn del moll de la Calzadilla, lloc molt proper on es trobava l'històric port de Palos (avui dia desaparegut per la perduda de cabal del riu i la colmatació soferta al llarg dels anys), a prop es troba un antic camí rural que arriba fins al paratge de la Rábida.

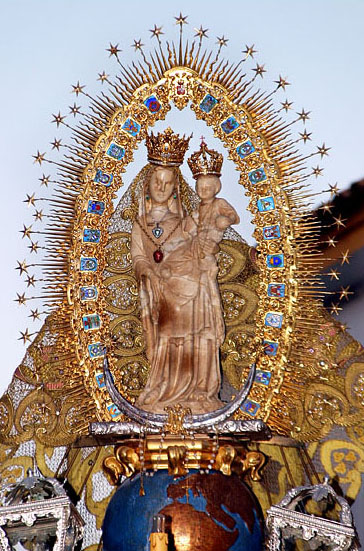
Virgen de los Milagros

### La Rábida

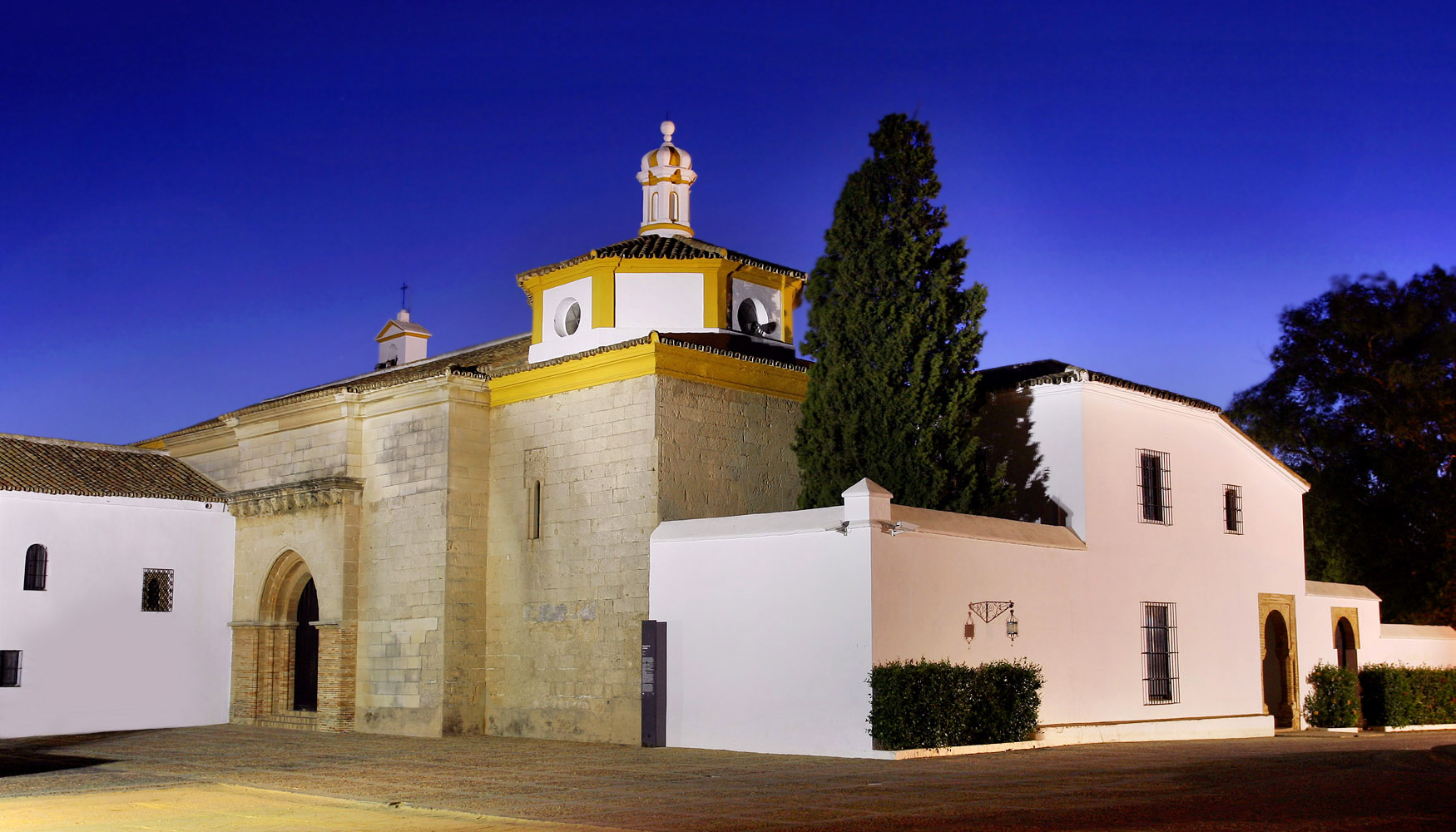
Monestir de La Rábida

A gairebé 3 km del nucli urbà hi ha el cenobi franciscà de Santa María de la Rábida (segles xiv-xv), on el 1485 arriba per primera vegada Cristòfor Colom amb el seu fill Diego, cansat i desanimat després del seu fracàs amb Joan II en la cort portuguesa. En aquest petit monestir va trobar hospitalitat, ajut i suport, especialment per part de dos frares: fra Juan Pérez, guardià del Convent, que havia servit la cort castellana com a comptador i confessor i fra Antonio de Marchena, custodi i astròleg famós, conseller també de la cort de Castella. Ambdós religiosos el van recolzar davant de la cort i el van ajudar a aconseguir les naus i tripulacions que necessitava. L'esmentat convent va ser lloc de refugi i de desenvolupament de la idea colombina, ja que els seus religiosos eren grans coneixedors de les ciències d'aquella època.
Destaquen pel seu interès artístic l'església goticomudèjar, així com les estances decorades amb frescos de Daniel Vázquez Díaz, el claustre i el museu, on es conserven nombrosos objectes commemoratius del descobriment d'Amèrica. I, sobretot, la titular del monestir, la Virgen de los Milagros o Santa María de La Rábida, coneguda per ambdós noms indistintament; data del segle xiv i és una bella mostra de gòtic manierista i elegant, que imprimeix a la figura una singular curvatura, de manera que canvia d'aspecte per poc que es variï la perspectiva. Davant d'aquesta mateixa imatge van resar Cristòfor Colom i la resta de la marineria descobridora la nit abans de la partida. Va ser coronada per Joan Pau II el 14 de juny de 1993. És l'única imatge de la Mare de Déu coronada pel papa polonès a Espanya.
El monestir està declarat Monument Nacional des de 1856.
Va merèixer, a més, la declaració de Primer Monument Històric dels Pobles Hispànics.

## Moguer

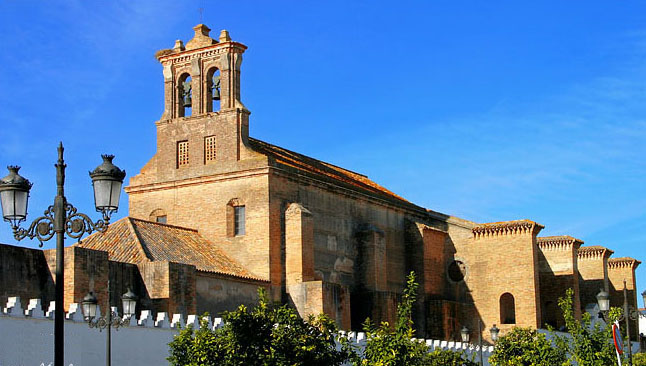
Monestir de Santa Clara, Moguer

A Moguer, Cristòfor Colom va visitar sovint el monestir de Santa Clara (segle xiv). Inés Enríquez, abadessa del monestir i tia de Ferran el Catòlic, va donar suport al viatge descobridor davant la Cort. Destaquen dins d'aquest edifici el claustre de las Madres. La seva planta baixa, del segle xiv i amb reminiscències almohades, forma el claustre conventual més antic d'Andalusia; la infermeria, edifici renaixentista del segle xvi de dues plantes amb columnes genoveses; i la mateixa església del cenobi, de tres naus i absis poligonal. L'altar major està cobert amb el retaule tallat el 1642 per Jerónimo Velázquez, i en el cor es pot apreciar l'únic cadiratge nassarí que es conserva a Espanya (segle XIV). Després de tornar del viatge descobridor, Cristòfor Colom va passar la primera nit en aquesta església complint un vot realitzat en alta mar quan una tempesta va estar a punt de fer sotsobrar la caravel·la la Niña, capitana en la tornada del primer viatge pel naufragi a Amèrica de la Santa María.
Aquest edifici va ser declarat Monument Nacional el 1931.

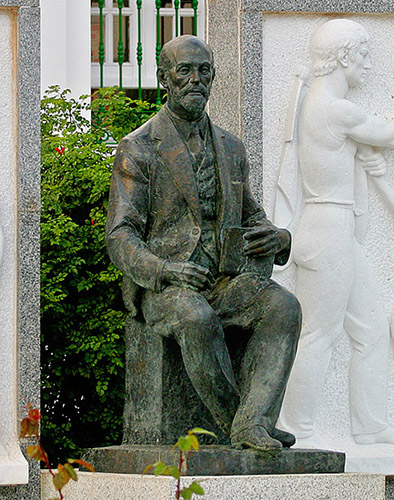
Estàtua a Juan Ramón Jiménez, Moguer.

Colom també va trobar recolzo en el clergue Martín Sánchez i l'hisendat Juan Rodríguez Cabezudo a qui va confiar la custòdia del seu fill Diego.
En compliment d'una de les provisions que portava Colom, concedides pels Reis Catòlics, que obligava a les viles de les costes andaluses, i per mitjà d'una comissió dirigida a la vila de Moguer perquè complissin dita provisió, va embargar en aquesta localitat dos vaixells en presència de l'escrivà de Moguer, Alonso Pardo, embarcacions que més tard van ser rebutjades.
També va ser a Moguer on es va construir la caravel·la La Niña, propietat de la família Niño de Moguer, que va acompanyar l'almirall fins a Amèrica.
Avui és conegut per ser el bressol del Premi Nobel Juan Ramón Jiménez, autor de Platero y yo. Es pot visitar la seva Casa-Museu (segle xviii), la Casa Natal (segle xix i la finca de Fuentepiña (segle xix).